# Операція «Німбл Арчер»
Операція «Німбл Арчер» (англ. Operation Nimble Archer, укр. «Спритний лучник») — військова операція військово-морських сил США, що проводилася під час Ірано-іракської війни у Перській затоці з метою захисту кувейтських транспортних танкерних перевезень від нападів іранських військово-морських сил. Атака американських кораблів 19 жовтня 1987 року на дві іранські нафтові платформи в Перській затоці. Атака стала відповіддю на ракетний обстріл Ірану трьома днями раніше на кувейтський танкер під американським прапором «Сі Айсл Сіті», який був уражений протикорабельною ракетою китайського виробництва HY-2, коли перебував на якірній стоянці поблизу нафтового терміналу столиці Кувейту. Це сталося під час операції «Ернест Вілл», спрямованої на захист кувейтського судноплавства під час ірано-іракської війни.
Пізніше Іран подав до Міжнародного суду позов проти Сполучених Штатів про репарації. Суд постановив 14 голосами проти двох, що напади у відповідь ВМС США на певні іранські нафтові платформи в Перській затоці в 1987 і 1988 роках являли собою незаконне застосування сили, але не порушували Договір про дружбу 1955 року.

## Історія
16 жовтня кувейтський танкер під американським прапором «Сі Айсл Сіті» перебував у водах Кувейту в очікуванні завантаження. До місця завантаження судно супроводжували військові кораблі США, але на той час він не перебував під їхнім захистом. Іранська ракета HY-2, запущена з окупованого Іраном півострова Фао, влучила в рубку та приміщення екіпажу, осліпивши його капітана, громадянина США, і поранивши 18 членів екіпажу. На відновлення пошкоджень корабля знадобилося чотири місяці.
У відповідь офіційні особи США вирішили атакувати дві платформи на нафтовому родовищі Рашадат (до 1979 року носило назву Ростамське нафтове родовище). Постраждалі від Іраку роком раніше, платформи не видобували нафту, але використовувалися Корпусом вартових Ісламської революції у військових цілях.
За двадцять хвилин до того, як надводна бойова група відкрила вогонь, «Тач» зв'язався по радіо з платформами, сказавши екіпажам залишити їх. О 14:00 чотири американські міноносці відкрили вогонь: «Гоель», «Лефтвіч», «Кідд» і «Джон Янг». На одну платформу піднялися оператори ССО США, які знайшли телетайпні повідомлення та інші документи, а потім заклав вибухівку, щоб знищити платформу. Повітряне прикриття забезпечували крейсери «Лонг Біч», «Грідлі» і «Вільям Стендлі», два винищувачі F-14 «Томкет» і E-2 «Хокай» з авіаносної групи авіаносця «Рейнджер». Осколково-фугасні снаряди завдали незначної шкоди сталевим решітчастим платформам, але зрештою підпалили їх.
Представники США заявили, що платформи використовувалися іранськими силами як командно-диспетчерські пункти з радарами для відстеження суден у цьому районі та засобами зв'язку для передачі повідомлень між материковою частиною та іранськими силами, що діють поблизу платформ. Міністр оборони США Каспар В. Вайнбергер заявив, що Іран використовував цей об'єкт для «атак на невеликі човни проти невоюючих суден». Президент США Рональд Рейган назвав операцію «відповідною та пропорційною відповіддю» на удар «Шовкопряда». Коли журналісти запитали, чи є ситуація воєнним станом, Рейган відповів: «Ні, ми не будемо воювати з Іраном: вони не такі вже й дурні».